# Théorème de Lebesgue-Vitali
Ne doit pas être confondu avec lemme de recouvrement de Vitali.
En mathématiques et plus particulièrement en théorie de la mesure, le théorème de Lebesgue-Vitali (ou théorème de convergence de Vitali) est un théorème qui donne une condition nécessaire et suffisante pour qu'une suite de fonctions mesurables convergente en mesure converge aussi dans les espaces {\displaystyle L^{p}}. Il généralise le théorème de convergence dominée.
Initialement, le théorème a été énoncé pour des mesures finies mais il peut se généraliser à des mesures quelconques  à condition de rajouter une hypothèse de tension sur la suite de fonctions.

## Prolégomènes
Soit {\displaystyle (X,{\mathcal {A}},\mu )} un espace mesuré. Soit {\displaystyle {\mathcal {F}}} une famille de fonctions intégrables définies sur {\displaystyle (X,{\mathcal {A}},\mu )} à valeurs dans {\displaystyle \mathbb {R} }.
On dit que la famille {\displaystyle {\mathcal {F}}} :
- est uniformément intégrable si {\displaystyle \forall \varepsilon >0,\,\exists C,\,\forall f\in {\mathcal {F}},\,\int _{|f|>C}|f|d\mu <\varepsilon }.
- a des intégrales uniformément absolument continues si {\displaystyle \forall \varepsilon >0,\,\exists \delta >0,\,\forall A\in {\mathcal {A}}{\text{ tel que }}\mu (A)<\delta ,\,\forall f\in {\mathcal {F}},\,\int _{A}|f|d\mu <\varepsilon }.
- est tendue si {\displaystyle \forall \varepsilon >0,\,\exists K\in {\mathcal {A}}{\text{ tel que }}\mu (K)<\infty {\text{ et }}\forall f\in {\mathcal {F}},\,\int _{X\setminus K}|f|d\mu <\varepsilon }.
- bornée dans {\displaystyle L^{1}} si {\displaystyle \exists M,\,\forall f\in {\mathcal {F}},\int |f|d\mu <M}.

La définition donnée ici d'intégrales uniformément absolument continues est quelquefois utilisée comme définition d'intégrabilité uniforme par certains auteurs. Il faut donc faire attention, la définition d'intégrabilité uniforme choisie ici correspond à celle habituellement utilisée en théorie des probabilités. 
Si {\displaystyle \mu } est une mesure finie, alors {\displaystyle {\mathcal {F}}} est uniformément intégrable si et seulement si elle est bornée dans {\displaystyle L^{1}} et a des intégrales uniformément absolument continues. 
Si {\displaystyle \mu } est finie et n'a pas d'atomes, alors {\displaystyle {\mathcal {F}}} est uniformément intégrable si et seulement si elle a des intégrales uniformément absolument continues.

## Énoncé

### Énoncé général
Soit {\displaystyle (X,{\mathcal {A}},\mu )} un espace mesuré, {\displaystyle p\in [1,+\infty [} et {\displaystyle f,(f_{n})_{n\in \mathbb {N} }:X\to \mathbb {R} } des fonctions mesurables telles que les {\displaystyle (f_{n})_{n\in \mathbb {N} }} sont dans {\displaystyle L^{p}} (on ne suppose rien d'autre pour {\displaystyle f}). Alors {\displaystyle f\in L^{p}} et {\displaystyle f_{n}\to f} dans {\displaystyle L^{p}} si et seulement si les trois conditions suivantes sont vérifiées, :
1. La suite {\displaystyle (f_{n})_{n\in \mathbb {N} }} converge en mesure vers {\displaystyle f}.
2. La famille {\displaystyle (f_{n}^{p})_{n\in \mathbb {N} }} a des intégrales uniformément absolument continues.
3. La famille {\displaystyle (f_{n}^{p})_{n\in \mathbb {N} }} est tendue.

### Énoncé pour une mesure finie ou dans le cadre des probabilités
Dans le cas où {\displaystyle \mu } est une mesure finie (c'est le cas par exemple si {\displaystyle \mu } est une mesure de probabilités), alors la condition 3 est toujours vérifiée (avec {\displaystyle K=X}). De plus, dans ce cas, on peut montrer que les conditions 1 et 2 sont équivalentes aux conditions 1 et 2' où 2' correspond au fait que la famille {\displaystyle (f_{n}^{p})_{n\in \mathbb {N} }} est uniformément intégrable. Autrement dit on a le résultat suivant, :
Soit {\displaystyle (X,{\mathcal {A}},\mu )} un espace mesuré avec {\displaystyle \mu (X)<\infty }, {\displaystyle p\in [1,+\infty [} et {\displaystyle f,(f_{n})_{n\in \mathbb {N} }:X\to \mathbb {R} } des fonctions mesurables telles que les {\displaystyle (f_{n})_{n\in \mathbb {N} }} sont dans {\displaystyle L^{p}} (on ne suppose rien d'autre pour {\displaystyle f}). Alors {\displaystyle f\in L^{p}} et {\displaystyle f_{n}\to f} dans {\displaystyle L^{p}} si et seulement si les deux conditions suivantes sont vérifiées :
1. La suite {\displaystyle (f_{n})_{n\in \mathbb {N} }} converge en mesure vers {\displaystyle f}.
2. La famille {\displaystyle (f_{n}^{p})_{n\in \mathbb {N} }} est uniformément intégrable.